# Zale curema
Zale curema är en fjärilsart som beskrevs av Smith 1909. Zale curema ingår i släktet Zale och familjen nattflyn. Inga underarter finns listade i Catalogue of Life.